# Speicher Kuhlenkamp 9
Der Speicher Kuhlenkamp 9 in Asendorf (Landkreis Diepholz) im südwestlichen Ortsteil Kuhlenkamp in der niedersächsischen Samtgemeinde Bruchhausen-Vilsen stammt wohl aus dem 19. Jahrhundert.
Aktuell (2023) wird es als Nebengebäude genutzt.
Das Gebäude steht unter Denkmalschutz (siehe auch Liste der Baudenkmale in Asendorf (Landkreis Diepholz)).

## Beschreibung
Das zweigeschossige Gebäude in Fachwerk mit Lehmausfachungen und mit Satteldach stammt wohl aus dem 18. oder 19. Jahrhundert. Die Obergeschosse kragen vor.
Der leerstehende unsanierte Speicher gehört zu einer größeren Hofanlage.